# Moraes (editora)
A Editora Moraes foi uma editora brasileira, originada da Editora Cortez & Moraes, fundada em 1968 por José Xavier Cortez, Orozimbo José de Moraes e Virgílio da Silva Fagá. Em 1980, quando a sociedade foi dissolvida, foram formadas a Editora Cortez e a Editora Moraes, e em meados de 1999, a Editora Moraes passou a ser a Centauro Editora.

## Histórico
A livraria Cortez & Moraes foi fundada nas dependências da PUC-SP (Pontifícia Universidade Católica de São Paulo). Posteriormente, a loja foi transferida para a Rua Kurt Nimuendaju, nas imediações da universidade, localizada no bairro de Perdizes.
Entre 1979 – 1980, a Cortez & Moraes se dissolveu dando origem à Cortez Editora e à Editora Moraes, esta última sob os cuidados de Orozimbo e Virgílio. Agora em prédio próprio, a Editora Moraes investiu forte na produção editorial, fez convênio com a British Museum e elevou o seu catálogo para mais de 100 títulos em apenas 10 anos.
Em meados de 1999, Virgílio comprou todos os direitos, títulos e estoque, extinguiu a Moraes e criou a Centauro Editora com o apoio dos filhos Almir Caparrós Fagá e Adalmir Caparrós Fagá.
Atualmente, a Centauro Editora caracteriza uma linha editorial destinada a pesquisadores e estudiosos das ciências políticas e sociais, educadores e ao público em geral que, de outra forma não teriam acesso a essas bases de conhecimento. Os antigos livros da Moraes, aos poucos, estão sendo reeditados com novas traduções, edições revistas, capas redesenhadas.